# Помело (фрукт)
Поме́ло, или помпе́льмус, или шеддок (лат. Cītrus māxima) — вид растений из рода Цитрус; так же называют и плоды этого растения.
Название происходит от там. பம்பரமாசு — pampa limāsu (большой цитрон), которое через порт. pomposos limões (вздутые лимоны) — дало нидерл. pompelmoes. Английское слово pomelo, pummelo и pumelo происходит от нидерландского pompelmoes — помпельмус или как переосмысление pome + melon (яблоко + дыня).

## Биологическое описание

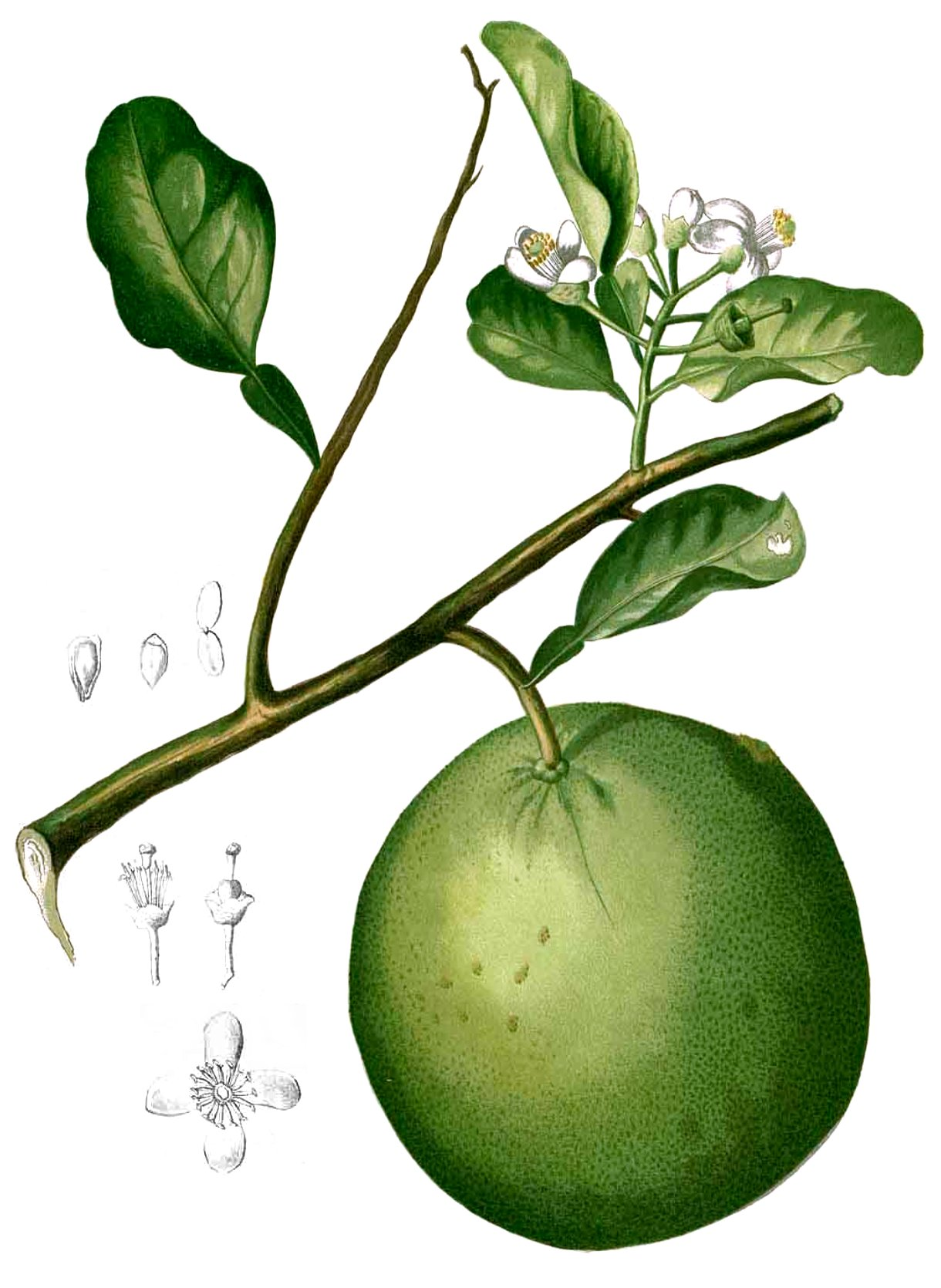

Помело — вечнозелёное дерево высотой до 15 м с шаровидной кроной.
Листья крупные, цветки белые, диаметром от 3 до 7 см, одиночные или от двух до десяти в соцветии.
Плод покрыт толстой кожурой, разделён на крупные дольки уплотнённой жестковатой перегородкой, внутри каждой дольки могут быть семена. Цвет зрелых плодов — от бледно-зелёного до жёлтого, по размеру они крупнее грейпфрута, отличаются от него также более крупными, упругими волокнами. Плод помело — самый крупный среди цитрусовых. Масса плода может достигать 2 кг, диаметр — 30 см. Вкус кисловато-сладкий с привкусом горечи. Мякоть более сухая, чем у других цитрусовых.

## Распространение и среда обитания
Помело первоначально появилось в Юго-Восточной Азии, Малайзии, произрастало на островах Тонга и Фиджи. В Китае было известно ещё в 100 году до н. э. Завезли этот фрукт в Европу в XIV веке мореплаватели.
Помело иногда называют шеддоком в честь английского капитана Шеддока, который привёз семена помело в Вест-Индию с Малайского архипелага в XVII веке.
Помело также растёт на Черноморском побережье Кавказа.

## Культивирование

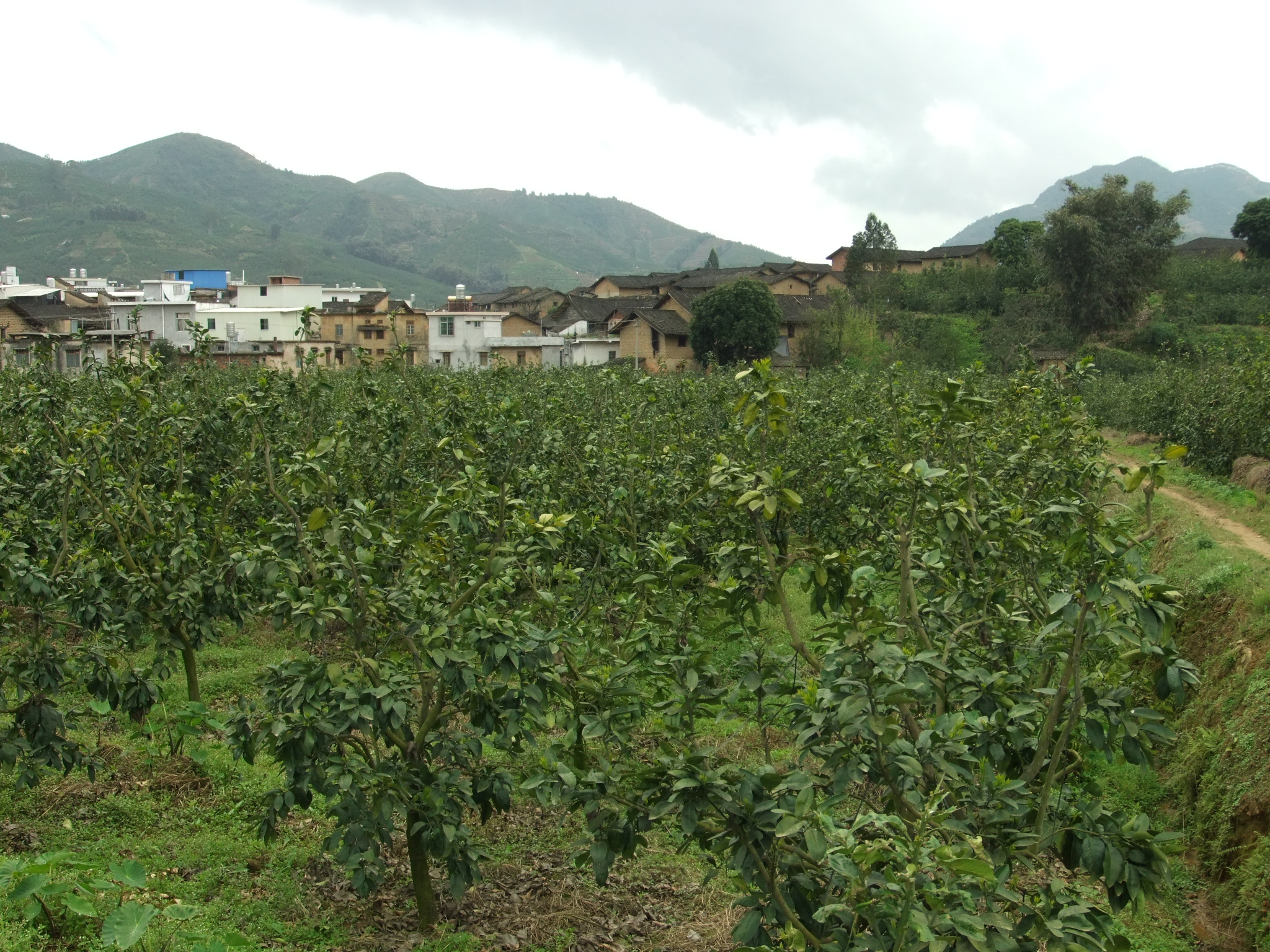
Сады помело. Уезд Пинхэ, провинция Фуцзянь (КНР)

В настоящее время выращивается в южном Китае, Таиланде, на Тайване и юге Японии, во Вьетнаме, Индии, Индонезии, на острове Таити и в Израиле. В небольших количествах произрастает в очень многих странах, например в США (в Калифорнии).
Основные сорта
- 'Khao horn'. Цвет — желтовато-зелёный. Мякоть — белая и сладкая.
- 'Khao namphung'. Грушевидная форма. Желтовато-зелёная кожура. Мякоть — желтовато-белого цвета, сладкая.
- 'Khao paen'. Форма — сплющенный шар. Желтовато-зелёная кожура. Белая мякоть, кисловатый привкус.
- 'Khao phuang'. Грушевидная форма. Зеленовато-жёлтая кожура. Желтовато-белая кисло-сладкая мякоть.
- 'Thongdi'. Шарообразная форма. Тёмно-зелёная кожура. Мякоть — розовая и сладкая.

## Использование

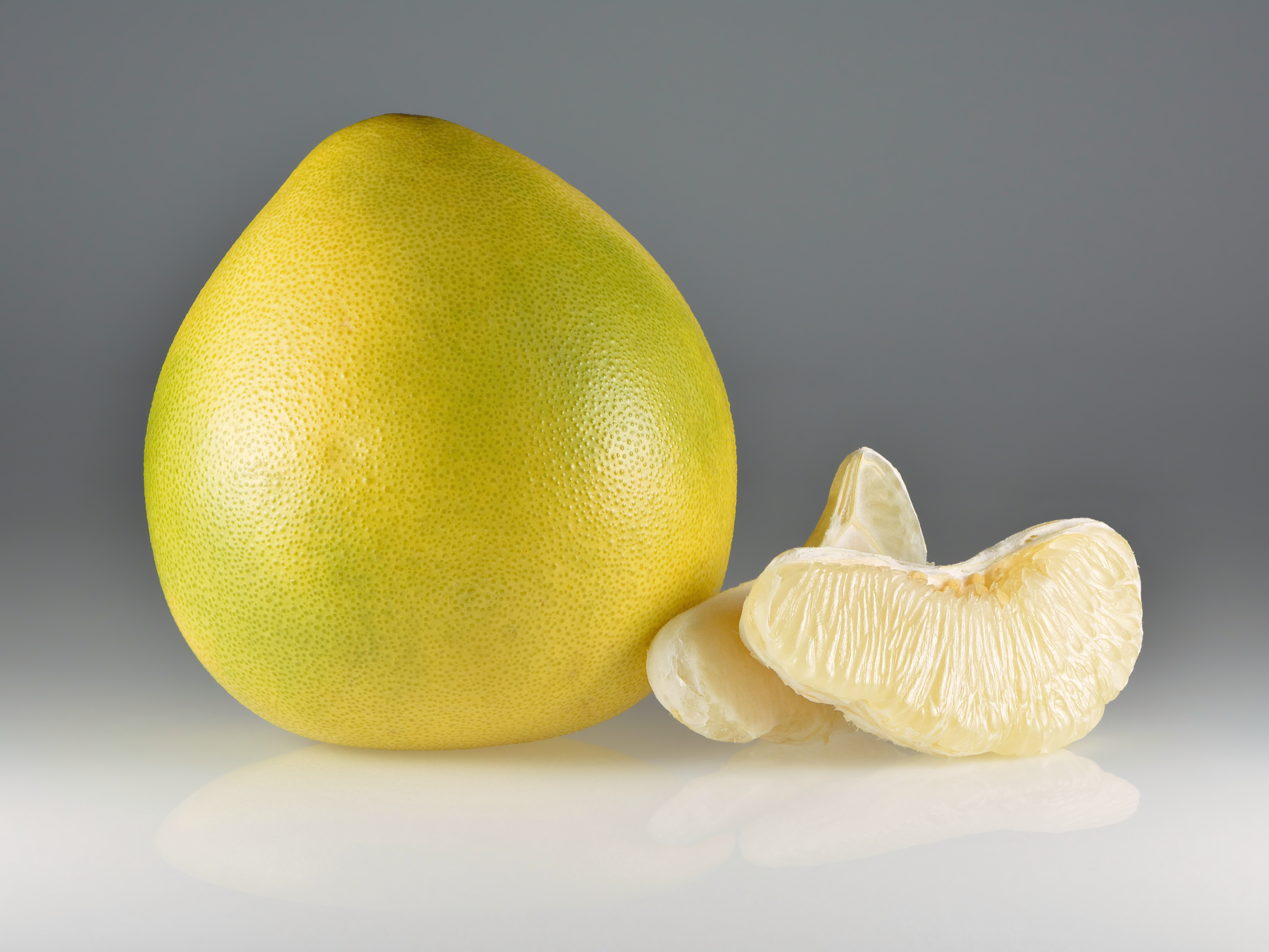
Плод помело

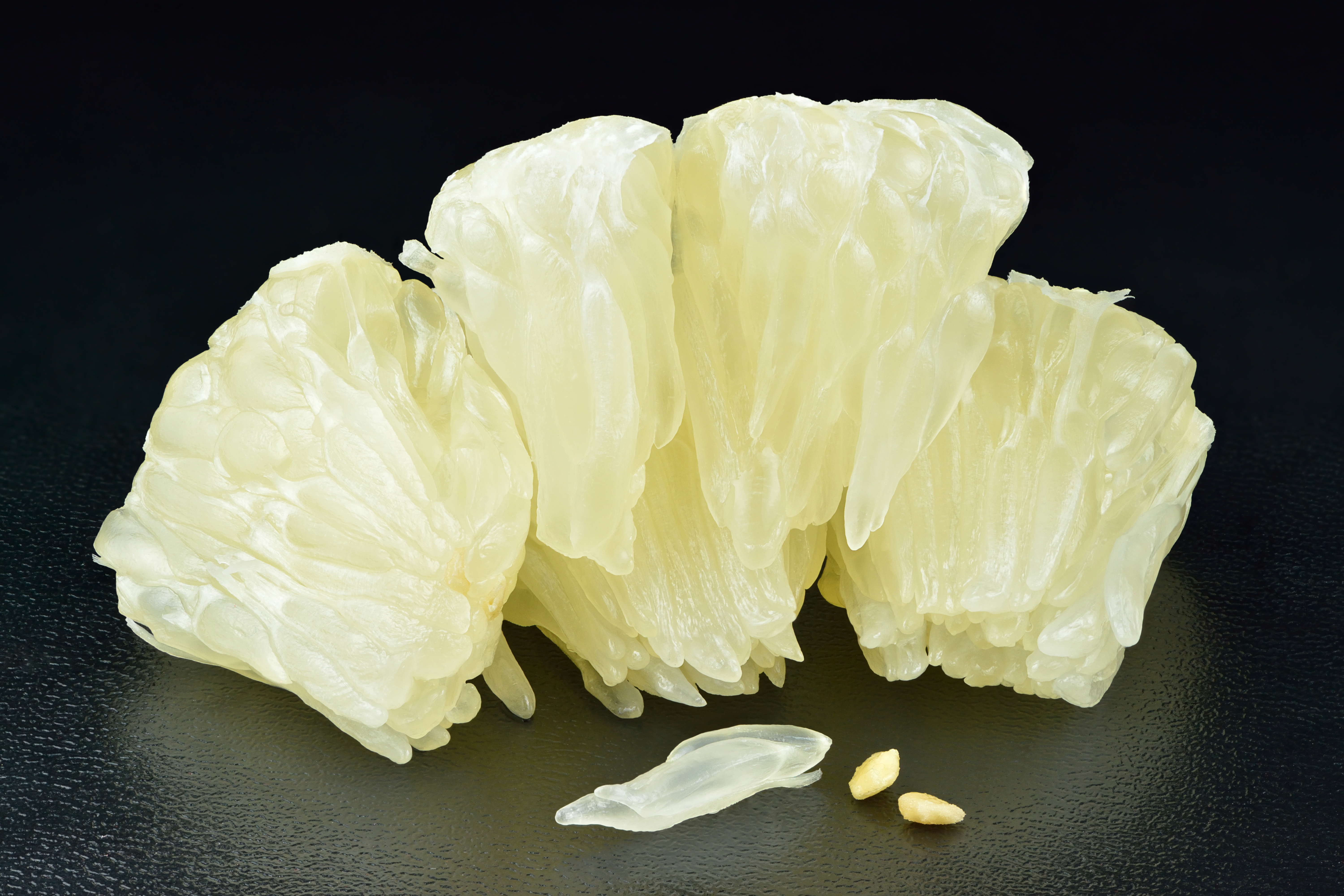
Мякоть помело

Плоды помело употребляют в сыром и обработанном виде. Помело является составной частью многих национальных тайских и китайских блюд.
В Китае на китайский Новый год эти плоды дарят друг другу как символ процветания и благополучия. Китайцы, живущие в Таиланде, используют помело для проведения религиозных празднеств, очень часто помело подносят в качестве дара духам. На севере Вьетнама на вьетнамский Новый год помело выставляют на праздничный алтарь.

## Калорийность, химический состав
Калорийность 100 г мякоти плода — 25—39 ккал.
В плодах содержится:
- 7,6—11,1 % сухих веществ
- 0,5—0,7 % белка
- 0,1—0,3 % жира
- 0,4—0,8 % клетчатки
- 0,4—0,7 % золы
- минеральные вещества:
  - калий до 235 мг/100 г
  - кальций 4 мг/100 г[2]
  - фосфор 17 мг
  - железо 0,11 мг
  - натрий 1 мг
  - этакриновая кислота 20-23 мг[уточнить]
- витамины:
  - витамин С 30—53 мг/100 г
  - витамин В1 0,04—0,07 мг/100 г
  - витамин В2 0,02 мг/100 г

## Синонимы
По данным The Plant List на 2013 год, в синонимику вида входят:
- Aurantium decumana (L.) Mill.
- Aurantium decumanum (L.) Mill.
- Aurantium maximum Burm.
- Citrus costata Raf.
- Citrus decumana L., nom. illeg.
- Citrus grandis (L.) Osbeck
- Citrus obovoidea Yu.Tanaka
- Citrus pompelmos Risso
- Citrus sabon Siebold ex Hayata
- Citrus yamabuki Yu.Tanaka

## Отражение в литературе
Как дерево помело, так и его плод встречаются в произведениях древних китайских авторов: плод — у известного китайского поэта Ду Фу в стихотворении «Храм императора Юя» (кит. упр. 禹庙); дерево — у Дунфан Шо в стихотворении «Цицзянь» (кит. упр. 七谏) и у известного китайского поэта Ли Бо в его стихотворении «Восхожу осенью на северую башню Се Тяо в Сюаньчэне» (кит. упр. 秋登宣城谢朓背楼):

Холодит дым жилищ мандарин с помело,

Старит осенний цвет  фирмиану.
Оригинальный текст (кит.)人烟寒橘柚，秋色老梧桐。